# Полювання на колишню
«Полювання на колишню» (англ. The Bounty Hunter) — фільм режисера Енді Теннанта. Прем'єра в США відбулася 19 березня 2010 року.
У центрі картини — колишній поліцейський (Джерард Батлер), що займається розшуком злочинців-втікачів, якому доручили зловити його колишню дружину (Дженніфер Еністон).

## Сюжет
Головний герой — Майло, колишній поліцейський, а тепер мисливець за головами, що займається розшуком злочинців-втікачів. Він отримує завдання знайти і відправити до в'язниці журналістку Ніколь, що втекла з-під застави. Іронія ситуації в тому, що Ніколь — колишня дружина Майло. Журналістці допомагає її друг і колега Стюарт, який помилково вважає себе її бойфрендом, і також йде по сліду втікаючої дамочки.

## У ролях
- Дженніфер Еністон — Ніколь Гарлі
- Джерард Батлер — Майло Бойд
- Джейсон Судейкіс — Стюарт
- Джефф Гарлін — Сід
- Кеті Моріарті — Ірен
- Річі Костер — Рей
- Шивон Феллон — Тереза
- Пітер Грін — Ерл Малер
- Керол Кейн — Дон
- Крістін Баранскі — Кітті Гарлі

## Цікаві факти
- Головні ролі в картині були віддані голлівудським зіркам Дженніфер Еністон та Джерардові Батлеру, які раніше разом не знімалися
- Слоган фільму звучить так: «Вирішую проблеми… Інтим не пропонувати»
- Зйомки проходили в розпал літа — з червня по вересень 2009 року, основна частина зйомок — в містечку Monmouth Park — Oceanport Avenue, Oceanport, в Нью Джерсі, США
- Режисер фільму Енді Теннант є режисером таких фільмів, як «Правила зйому: Метод Хітча», «Анна і король», «Стильна штучка», «Золото дурнів». Також він грав у фільмі «Бріолін»
- Джерард Батлер знімався у «Полюванні» і «Як приборкати дракона» паралельно, крім цього Джерард знявся у 6-ти фільмах в 2009 році, крім «мисливця» і «Як приручити дракона» це: «Недоторканні», «Коріолан», «Бернс» і «Пітер Фарреллі»[2]